# So Close
So Close é o primeiro single digital lançado pela cantora e atriz norte-americana Jennette McCurdy. A faixa foi lançada para download digital em 9 de março de 2009.

## Lista de faixas
A versão single de "So Close" contém apenas uma faixa de três minutos e quarenta e nove segundos.
| Download digital |            |         |  |
| N.º              | Título     | Duração |  |
| 1.               | "So Close" | 3:49    |  |

## Desempenho comercial
"So Close" desempenhou-se na 16º posição do iTunes de música country e 53º na oficial, ambas tabelas dos Estados Unidos.